# Madonna: The Unauthorized Rusical
Madonna: The Unauthorized Rusical es el séptimo episodio de la duodécima temporada del programa de talentos de telerrealidad estadounidense RuPaul's Drag Race, que se emitió en VH1 el 10 de abril de 2020. 

## Descripción
El episodio giró en torno a un reto principal en que los concursantes, un grupo de drag queens, debían interpretar un musical sobre Madonna. Alexandria Ocasio-Cortez y Winnie Harlow fueron las juezas invitadas, junto a los panelistas habituales RuPaul, Michelle Visage y Carson Kressley. 
Durante el desafío, las concursantes drag queens grabaron canciones cuyas letras estaban inspiradas en la carrera de Madonna, así como la música recordaba sus mayores éxitos musicales, luego bailar y sincronizar los labios en el escenario principal mientras encarnan a Madonna en diferentes momentos de su vida. Visage ayudó con el proceso de grabación vocal junto a los productores Erik Paparozzi y David Benjamin Steinberg; la coreografía fue proporcionada por Jamal Sims.
El tema del desfile final fue "La noche de las 1000 Michelle Visages". RuPaul nombró a Gigi Goode la ganadora. Brita y Heidi N Closet fueron las concursantes nominadas para expulsión. Después de sincronizar los labios con «Burning Up» de Madonna, Brita fue eliminada de la competencia.

## Tabla del episodio
| Acto                         | Acto | Concursante        | Concursante |
| Canción                      | Año  | Concursante        | Concursante |
| ---------------------------- | ---- | ------------------ | ----------- |
| «Borderline»                 | 1983 | Jan                |             |
| «Like a Virgin»              | 1984 | Jackie Cox         |             |
| «Papa Don't Preach»          | 1986 | Gigi Goode         |             |
| «Express Yourself»           | 1989 | Brita              |             |
| «Justify My Love»            | 1992 | Jaida Essence Hall |             |
| «Don't Cry for Me Argentina» | 1996 | Sherry Pie         |             |
| «Ray of Light»               | 1998 | Crystal Methyd     |             |
| «Music»                      | 2000 | Window Von’Du      |             |
| «Bitch I'm Madonna»          | 2015 | Heidi N Closet     |             |
| Fuente                       |      |                    |             |

     La concursante ganó el desafío semanal.
     La concursante recibió críticas positivas y quedó entre las mejores.
     La concursante recibió críticas de los jueces, pero finalmente se salvó de la eliminación .
     La concursante quedó entre las peores, pero no fue nominada para eliminación.
     La concursante quedó nominada para eliminación, teniendo que hacer lip sync para salvarse.
     La concursante fue eliminada

## Recepción
Paul McCallion de Vulture.com calificó el episodio con 4 de 5 estrellas. Kayla Blanton de Bustle escribió: 'Si la próxima temporada consigue un Rusical, éste será difícil de superar.' Mikelle Street de Out publicó una reseña del episodio llamado "El Rusical de Madonna de Drag Race fue una de las mejores de la historia".